# 马佐
马佐，是匈牙利巴兰尼亚州所辖的一个村。总面积10.69平方公里，总人口1255，人口密度117.4人/平方公里（2011年1月1日）。